# Шакіров Мідхат Закірович
Мідхат Закірович Шакіров (5 жовтня 1916, місто Уфа, тепер Росія — 1 травня 2004, місто Уфа, Росія) — радянський державний діяч, 1-й секретар Башкирського обласного комітету КПРС, 1-й секретар Уфимського міського комітету КПРС. Член ЦК КПРС у 1971—1989 роках. Депутат Верховної Ради СРСР 7—11-го скликань. Член Президії Верховної Ради СРСР (1970—1987). Герой Соціалістичної Праці (23.02.1981). 

## Життєпис
Народився в родині відомого башкирського і татарського педагога та лінгвіста Закіра Шакірова.
Закінчив фабрично-заводське училище (ФЗУ), з 1934 року працював слюсарем на Уфимському паровозоремонтному заводі.
У 1941 році закінчив Бєжицький машинобудівний інститут.
У 1941—1947 роках — інженер, старший інженер, заступник головного механіка, головний механік, заступник начальника виробництва Уфимського заводу низьковольтної апаратури.
Член ВКП(б) з 1944 року.
У 1947—1948 роках — секретар Ленінського районного комітету ВКП(б) міста Уфи; головний інженер Міністерства місцевої промисловості Башкирської АРСР.
У 1948—1952 роках — директор Уфимського заводу геофізичних приладів та апаратури.
У 1952—1954 роках — начальник будівельно-монтажного управління № 74 (БМУ—74), яке здійснювало будівництво магістральних газопроводів, облаштовували газові та нафтові промисли.
З 12 жовтня 1954 по 1963 рік — головний інженер — заступник керуючого тресту «Нафтопровідмонтаж» Держгазпрому СРСР. Брав безпосередню участь в будівництві газопроводів Шкапово—Ішимбай—Магнітогорськ, Саратов—Горький, Бухара—Урал, нафтопроводу Туймази—Омськ—Іркутськ і низки інших магістральних газонафтопроводів.
У 1963 — липні 1969 року — 1-й секретар Уфимського міського комітету КПРС Башкирської АРСР.
15 липня 1969 — 23 червня 1987 року — 1-й секретар Башкирського обласного комітету КПРС.
Указом Президії Верховної Ради СРСР від 23 лютого 1981 року за видатні успіхи в розвитку сільського господарства і виконанні соціалістичних зобов'язань із збільшення виробництва і продажу державі зерна та інших продуктів землеробства в 1980 році і десятій п'ятирічці першому секретареві Башкирського обкому КПРС Шакірову Мідхату Закіровичу присвоєно звання Героя Соціалістичної праці з врученням ордена Леніна і золотої медалі «Серп і Молот».
З червня 1987 року — персональний пенсіонер союзного значення в місті Уфі.
Ім'я Шакірова має негативну репутацію у сусідньому Татарстані через те, що Шакіров форсував асиміляцію татар у Башкортостані та примусово записував їх башкирами.
Помер 1 травня 2004 року. Похований в Уфі на Мусульманському цвинтарі.

## Нагороди і звання
- Герой Соціалістичної Праці (23.02.1981)
- п'ять орденів Леніна (18.11.1964, 25.08.1971, 4.10.1976, 23.02.1981, 4.10.1986)
- два ордени Трудового Червоного Прапора (16.04.1957, 25.05.1961)
- медалі
- «Почесний нафтовик» (1986)
- «Почесний будівельник РРФСР» (1986)
- «Почесний транспортний будівельник» (1996)